# Ivo Radovniković
Ivo Radovniković (9 de fevereiro de 1918 - 27 de outubro de 1977) foi um futebolista croata. Ele competiu na Copa do Mundo FIFA de 1950, sediada no Brasil, na qual a seleção de seu país terminou na quinta colocação dentre os treze participantes.